# Illinci (Vinnicjai terület)
Illinci (ukránul: Іллінці, oroszul: Ильинцы, lengyelül: Ilińce város Ukrajna Vinnicjai területén. Az Illinci járás székhelye. Lakossága 2017-ben 11 388 fő volt. Élelmiszeripara jelentős.

## Története
A település környéke mér az időszámításunk előtti időszakban is lakott volt. Az erről tanúskodó szkíta kurgánok az i.e. 2. századból valók, melyeket 1901-1902-ben tártak fel a város mellett. 
Első írásos említése a 17. századból származik. 1925-ben városi jellegű település rangot kapott.
A második világháború előtt lakosainak többsége zsidó volt. 1941 júliusában a németek gettóba zárták zsidókat, majd novemberben közülük 43-mal ukrán rendőrök végeztek. 1942. április 24-én Illinciből és a környező településekről összegyűjtöttek mintegy ezer zsidót és kivégezték őket, majd hétszáz újabbat május végén gyilkoltak meg. Később több zsidó származású helyi lakost munkatáborba vittek, a gettót pedig 1942 decemberében lerombolták.

## Testvérvárosok
- Włoszczowa, Lengyelország, 2005 óta
- Edineț, Moldova, 2013 óta

## Fordítás
- Ez a szócikk részben vagy egészben  az   Illintsi című német Wikipédia-szócikk fordításán alapul.  Az eredeti cikk szerkesztőit annak laptörténete sorolja fel. Ez a jelzés csupán a megfogalmazás eredetét és a szerzői jogokat jelzi, nem szolgál a cikkben szereplő információk forrásmegjelöléseként.
- Ez a szócikk részben vagy egészben  az   Illintsi című angol Wikipédia-szócikk fordításán alapul.  Az eredeti cikk szerkesztőit annak laptörténete sorolja fel. Ez a jelzés csupán a megfogalmazás eredetét és a szerzői jogokat jelzi, nem szolgál a cikkben szereplő információk forrásmegjelöléseként.